# 1570-es évek
Évszázadok: 15. század · 16. század · 17. század
Évtizedek: 1520-as évek · 1530-as évek · 1540-es évek · 1550-es évek · 1560-as évek · 1570-es évek · 1580-as évek · 1590-es évek · 1600-as évek · 1610-es évek · 1620-as évek
Évek: 1570 · 1571 · 1572 · 1573 · 1574 · 1575 · 1576 · 1577 · 1578 · 1579

## Háború és politika
- 1570 – az Oszmán Birodalom elfoglalja Ciprust és Tuniszt
- 1570 – a speyeri szerződés rendezi a Habsburgok irányította Magyar Királyság és az Erdélyi Fejedelemség viszonyát
- 1571. október 7. – az egyesült spanyol-velencei-pápai hajóhad Lepantónál legyőzi a török flottát
- 1572 – az Inka Birodalom bukása
- 1573 – a latin-amerikai spanyol gyarmatokon a „hódítást” az „új rend megszilárdítása” váltja fel
- 1579 – a Németalföldön a déli tartományok az Arrasi, az északiak az Utrechti unióba tömörülnek

## Események és irányzatok
- 1572. augusztus 23–24. – Szent Bertalan-éj, a Navarrai Henrik és Valois Margit házasságkötésére Párizsba érkező hugenották lemészárlása
- 1576 – Báthory István erdélyi fejedelmet lengyel királlyá választják
- 1577–1580 – Drake admirális körülhajózza a Földet

## A világ vezetői
- I. Erzsébet (Anglia)
- IX. Károly, III. Henrik (Franciaország)
- II. Miksa,  (Német-római Birodalom, Magyarország) (1564–1576† )
- II. Rudolf (Német-római Birodalom, Magyarország)  (1576–1608)
- II. Fülöp (Spanyolország)
- IV. Iván (Oroszország)
- II. Szelim, III. Murád (Oszmán Birodalom)
- V. Piusz, XIII. Gergely (Pápai állam)
- János Zsigmond (Erdélyi Fejedelemség) (1559–1571† )
- Báthory István (Erdélyi fejedelemség) (1571–1586† )